# Talang 2011
Talang 2011 var TV-programmet Talangs femte säsong som hade premiär i TV4 den 1 april 2011. Bert Karlsson och Charlotte Perrelli satt kvar i juryn även i denna säsong, men ny medlem i juryn var mentalisten Henrik Fexeus, som ersatte Johan Pråmell. Även denna säsong var Tobbe Blom och Markoolio programledare. Slutgiltig vinnare blev Rubiks kub-lösaren Simon Westlund.
I programmet satt juryn i ordningen: Henrik Fexeus – Charlotte Perrelli – Bert Karlsson. Totalt valde juryn ut 84 talanger att gå till slutaudition, där endast tjugofyra blev utvalda till semifinalerna. Precis som tidigare års säsonger hölls det tre semifinaler och därefter en final. Likaså hölls det även en förcastingturné innan auditionturnén började.
Efter Talang 2011 valde TV4 att lägga ner programmet för att satsa på andra underhållningsprogram. Två år senare, den 19 juni 2013 meddelade TV3, en konkurrent till TV4, att man köpt rättigheterna till Talang och kommer sända en ny säsong under våren 2014, under namnet Talang Sverige 2014.
Till skillnad från de fyra tidigare säsongerna hade juryn denna säsong bara röda kryssknappen kvar att trycka på, dvs. att de inte vill att akten ska gå vidare. Tyckte de att akten var bra och/eller att de ville att den skulle gå vidare sade de "ja" istället. På samma sätt görs i fler andra versioner som till exempel i ursprungsprogrammet America's Got Talent.

## Turnén

### Förcastingturnén
(Observera att detta är endast kända datum.)
- 7 januari – Hudiksvall, Hudiksvallsteatern[8]

### Auditionturnén[9]
- 15-16 februari – Oscarsteatern, Stockholm
- 22 februari – Ystads Teater, Ystad
- 14-15 mars – Jönköpings teater, Jönköping
- 29 mars – Oscarsteatern, Stockholm

## Auditions

### Program 1 (Ystad Teater, Ystad)
Programmet sändes fredagen den 1 april 2011.
Nedan redovisas vilka talanger som uppträdde i programmet, samt vilka av dessa som tog sig vidare respektive inte tog sig vidare till slutaudition. Akterna redovisas nedan i alfabetisk ordning i respektive kolumn. De talanger med ljusgul bakgrund      gick vidare till semifinalerna.
| Vidare                           |
| -------------------------------- |
| Aron Hallberg                    |
| Bemsha – musikgrupp              |
| Informations Life – rockgrupp    |
| Jecko – clown                    |
| Madaroarna – sånggrupp           |
| Petter Gantelius – luftakrobatik |
| Philip Warren Gertsson           |
| Rasmus Eriksson – sång           |
| Renée Johnsson                   |
| Stefan Berghall                  |
| Tinfire show                     |
| Vilma Davidsson                  |

| Ej vidare                         |
| --------------------------------- |
| Clownen Cito – clown              |
| Cookies                           |
| Douglas                           |
| Full moon flamenco – flamencodans |
| Karin Odermatt                    |
| Lars-Åke Kristensson – sång       |
| Marcus Strand                     |
| MOJ                               |
| Nadja Eriksson                    |
| Per Lunnebjer                     |
| Petri Basuner                     |
| Ribbing/Halsackda                 |
| Shaking Hips                      |
| Team Extreme                      |
| Toddy Boys                        |
| Vega – sång på teckenspråk        |

### Program 2 (Jönköpings teater, Jönköping)
Programmet sändes fredagen den 8 april 2011.
Nedan redovisas vilka talanger som uppträdde i programmet, samt vilka av dessa som tog sig vidare respektive inte tog sig vidare till slutaudition. Akterna redovisas nedan i alfabetisk ordning i respektive kolumn. De talanger med ljusgul bakgrund      gick vidare till semifinalerna. 
| Vidare                             |
| ---------------------------------- |
| Anna Hertzman – sång               |
| Bertil Schough – fiol              |
| Dancestry – modern dans            |
| Daniel Yngwe – sång med saxfon     |
| Alex, Ella och Malin – dubbelbugg  |
| Joakim Falk – trollkarl            |
| Lifvens – musikgrupp               |
| Matiss Silins – spoken word        |
| Meduza – rockband                  |
| Simon Westlund – Rubiks kub-lösare |
| Stockholm Lockers – hiphop/locking |
| Trasa – a cappella-grupp           |
| Ultimate b-Boys – breakdance       |
| Zombiesuckers – rockband           |

| Ej vidare                       |
| ------------------------------- |
| Anette Forsberg – sång          |
| Eva Klang – imitatör            |
| Ezzy Bone – hip-hoplåt          |
| Falköpings Trumkår – musikkår   |
| Fredrik Edkrantz – sång         |
| Kim Johansson – stand-up        |
| Matilda Lindén – sång           |
| Oggi & Erika – hunddans         |
| Oliver & Jessica – hopprep      |
| Polkapojken – bakar polkagrisar |
| Trog – hårdrocksimitatör        |

### Program 3 (Oscarsteatern, Stockholm)
Programmet sändes fredagen den 15 april 2011.
Nedan redovisas vilka talanger som uppträdde i programmet, samt vilka av dessa som tog sig vidare respektive inte tog sig vidare till slutaudition. Akterna redovisas nedan i alfabetisk ordning i respektive kolumn. De talanger med ljusgul bakgrund      gick vidare till semifinalerna.
| Vidare                                       |
| -------------------------------------------- |
| Camilla och Jessica – sång och piano         |
| Complete – dans                              |
| Helmut Jederknüller – orkester               |
| Isse Omari – dans                            |
| Jon Wallner – sång                           |
| Levina – akrobat                             |
| Love – sång                                  |
| Mickan & Rut – dans med hund                 |
| OhMyGod – sång                               |
| The Flying Circus – trick med modellflygplan |
| The Real Show – fakir                        |
| Två vänner – imitatörer                      |
| Walter Kurtsson – knas och musik             |
| Vincent Edfeldt – jonglör                    |

| Ej vidare                                |
| ---------------------------------------- |
| Dancing Kings – manlig dansgrupp         |
| Danastacia & company – imitatör/dragshow |
| Johanna och Rebecca Lodin – linedance    |
| Wiklund dojo – karate                    |
| Irenka – sång                            |
| Dansgruppen Layali – magdans             |
| Artin Ghookassi – pengar-i-näsan-trick   |
| GALAXA – sång                            |
| Ewa Holmström – spelar på klockor        |

### Program 4 (Jönköpings teater, Jönköping)
Programmet sändes fredagen den 22 april 2011.
Nedan redovisas vilka talanger som uppträdde i programmet, samt vilka av dessa som tog sig vidare respektive inte tog sig vidare till slutaudition. Akterna redovisas nedan i alfabetisk ordning i respektive kolumn. De talanger med ljusgul bakgrund      gick vidare till semifinalerna.
| Vidare                            |
| --------------------------------- |
| Axel & Sabina – trollkarl & cello |
| Christian Brandes – cirkus        |
| Cicci – Kautchuck                 |
| Eeeli – sång                      |
| Håkan Berg – trollkarl            |
| Imitatören Gustav – imitatör      |
| Just Ahead – musikband            |
| Lisa Diamond – sång               |
| Luddini – kortmagi                |
| Madeleine Liljestam – sång        |
| Magnus Östman – sång och gitarr   |
| Maria Svensson – sång             |
| Marlen Björk – joddling           |
| Seven Days Story – rockband       |
| SOPranos – spelar på soptunnor    |
| SOS Dance Group – discodans       |
| Tennesse Drifters – country-trio  |

| Ej vidare                                   |
| ------------------------------------------- |
| CE Fitness – chairdance                     |
| Falu Extreme Team – tricking/akrobatik/dans |
| James Iron – djurskötare med tvättbjörn     |
| Joel Oredsson – luftgitarr                  |
| Jörgen Flach – dragspel                     |
| La Gott Ice Event – isskulptör              |
| Nicklas Perslow – stand-up                  |
| Optimisten – marsipanmodellering            |
| Susy Adelsfield – sång                      |
| Tomas Halling – performanceartist           |
| Trollkarlen Willardo – trollkarl            |
| Uffes Revygäng – revy                       |

### Program 5 (Oscarsteatern, Stockholm)
Programmet sändes fredagen den 29 april 2011.
Nedan redovisas vilka talanger som uppträdde i programmet, samt vilka av dessa som tog sig vidare respektive inte tog sig vidare till slutaudition. Akterna redovisas nedan i alfabetisk ordning i respektive kolumn. De talanger med ljusgul bakgrund      gick vidare till semifinalerna.
| Vidare                             |
| ---------------------------------- |
| Burtay – breakdance                |
| Christoffer Collins – dans         |
| Christopher Mila – trollkarl       |
| Dakota Trancher Williams – dans    |
| Elin Wennås – klassiskt piano      |
| Emma Bogren – sång och piano       |
| Fredrik Lundman – sång och gitarr  |
| Jenny Asterius Persson – sång      |
| Julia – sång med musikband         |
| Rajtan Tajtan Allstars – musikband |
| Rebell Robert – gatumusikant       |
| Rövballebandet – band              |
| Steve Thoreson – opera             |
| The Big Rockets – rockabillyband   |

| Ej vidare                                   |
| ------------------------------------------- |
| 2njoy – showdans                            |
| Anders & Carro – cheerleading               |
| Anosh Sheytan – stand-up                    |
| Aya Baya Band – barnunderhållning           |
| Christer Olsson – fågelimitatör             |
| Gretchen – dragshow                         |
| Maggan Bäcklin – humorsång med piano        |
| Marcel Rådström – sång                      |
| Mauro Sposito – konstnär                    |
| Micha Rose – burleskdans                    |
| Mr. Fatzo & Alexxxi – strippshow            |
| Oscar Polania – luftakrobatik               |
| Sebastian – clown                           |
| Tuulikki Nilsson Salo – opera med pianokomp |
| Zetterberg & Friends – flaskblåsning        |

### Program 6 (Oscarsteatern, Stockholm)
Programmet sändes fredagen den 6 maj 2011.
Nedan redovisas vilka talanger som uppträdde i programmet, samt vilka av dessa som tog sig vidare respektive inte tog sig vidare till slutaudition. Akterna redovisas nedan i alfabetisk ordning i respektive kolumn. De talanger med ljusgul bakgrund      gick vidare till semifinalerna.
| Vidare                                               |
| ---------------------------------------------------- |
| Agnes Mohlin – freestyle med hund                    |
| Amanda – sång                                        |
| Blackout – dans                                      |
| Dockteatern Svarta Katten – marionetteater           |
| Fabian Pontén-Söderlind – tapping på akustisk gitarr |
| Johan Wendt – sång och gitarr                        |
| Kristoffer – piano och sång                          |
| Rasmus Wurm – varieté med jojo                       |
| Sanna – sång och gitarr                              |
| Task tricking – task tricking                        |
| The Troubled Three – rockabillyband                  |
| Torbjörn – olika dansstilar i världsrekordförsök     |
| ZZ Rock – tribute-band                               |

| Ej vidare                                    |
| -------------------------------------------- |
| Beppo Bus & Beppo Fart – clownduo            |
| Bersika tjocksockers – parodi på linedance   |
| Bo Färjare – revy                            |
| Dancing Troopers – Star Wars-dans            |
| Gabbahey – sång                              |
| Jenel – minihäst och hund                    |
| Lena Dur Högnelid – skrattlek                |
| Mattis – sång och akustisk gitarr            |
| Mikko – ordvitseri                           |
| Samba St Olof – sambatåg med slagverk        |
| The Fart Group – fisljud med händer och sång |
| Theo Christenson – sång till pianokomp       |

### Program 7 – Slutaudition
Programmet sändes fredagen den 13 maj 2011.
Efter att juryn åkt ut på auditionturné valde de ut totalt 84 talanger som fick gå till slutaudition. Under programmets gång bestämde sig juryn vilka 24 som ska få en chans till i semifinalen. Till skillnad från tidigare säsonger sändes programmet under vanlig programtid. Tidigare säsonger har slutaudition sänts på en måndag, med första semifinalen samma fredag, vilket det alltså inte blev i denna säsong.

## Semifinaler
I semifinalerna är det först tittarna som röstar fram tre favoriter per semifinal. Den talang som fått flest röster går direkt till finalen. Därefter avgör juryn vem av tvåan och trean som ska få gå till finalen. Övriga talanger blir oplacerade och åker ut ur tävlingen.

### Program 8 – Semifinal 1
Programmet sändes fredagen den 20 maj 2011.

Nedan redovisas de talanger som tävlade i den första semifinalen. Talangerna redovisas nedan i startordningen.
Ordningen på juryrösterna var som följer − Henrik Fexeus, Charlotte Perrelli och Bert Karlsson.
| Nr | H | C | B | Semifinalist                | Talang                            | Resultat                                          |
| -- | - | - | - | --------------------------- | --------------------------------- | ------------------------------------------------- |
| 1  |   |   |   | Christoffer Collins Lidingö | Dans Akt                          | Vidare (Charlottes och Henriks val) 2:a eller 3:a |
| 2  |   |   |   | Håkan Berg Viksjöfors       | Sång och komik Akt                | Ej vidare                                         |
| 3  |   |   |   | The Flying Circus Linköping | Uppvisning med modellflygplan Akt | Ej vidare                                         |
| 4  |   |   |   | Sanna Nossebro              | Sång Akt                          | Ej vidare (Berts val) 2:a eller 3:a               |
| 5  |   |   |   | Petter Gantelius Malmö      | Akrobatik Akt                     | Ej vidare                                         |
| 6  |   |   |   | Bemsha Malmö                | Musikgrupp Akt                    | Ej vidare                                         |
| 7  |   |   |   | Mattis Silins Malmö         | Spoken word Akt                   | Ej vidare                                         |
| 8  |   |   |   | Rasmus Eriksson Partille    | Sång Akt                          | Vidare (Tittarnas val) 1:a                        |

### Program 9 – Semifinal 2
Programmet sändes fredagen den 27 maj 2011.

Nedan redovisas vilka talanger tävlade i den andra semifinalen. Talangerna redovisas nedan i startordningen.
Ordningen på juryrösterna var som följer − Henrik Fexeus, Charlotte Perrelli och Bert Karlsson.
Semifinalen var kantad av tekniska problem. I "Dockteatern Svarta Kattens" nummer avslutades numret utan en inlagd sluteffekt, och när första snabbreprisen visades hoppade man, av misstag, över "Loves" och "Just Aheads" nummer. Dock visades samtliga nummer direkt efter sista pausen.
| Nr | H | C | B | Semifinalist                       | Talang                 | Resultat                                          |
| -- | - | - | - | ---------------------------------- | ---------------------- | ------------------------------------------------- |
| 1  |   |   |   | Ultimate b-Boys Angered            | Breakdance Akt         | Ej vidare                                         |
| 2  |   |   |   | Anna Hertzman Ystad                | Sång Akt               | Ej vidare                                         |
| 3  |   |   |   | Love Järfälla                      | Sång Akt               | Ej vidare (Berts val) 2:a eller 3:a               |
| 4  |   |   |   | Dockteatern Svarta Katten Färingsö | Marionetteater Akt     | Ej vidare                                         |
| 5  |   |   |   | Just Ahead Helsingborg             | Musikband Akt          | Ej vidare                                         |
| 6  |   |   |   | Rasmus Wurm Stockholm              | Varieté/striptease Akt | Ej vidare                                         |
| 7  |   |   |   | Steve Thoreson Arbrå               | Opera Akt              | Vidare (Tittarnas val) 1:a                        |
| 8  |   |   |   | Isse Omari Stockholm               | Dans Akt               | Vidare (Charlottes och Henriks val) 2:a eller 3:a |

### Program 10 – Semifinal 3
Programmet sändes fredagen den 3 juni 2011.

Nedan redovisas vilka talanger som tävlade i den tredje semifinalen. Talangerna redovisas nedan i startordningen.
Ordningen på juryrösterna var som följde − Henrik Fexeus, Charlotte Perrelli och Bert Karlsson.
| Nr | H | C | B | Semifinalist                 | Talang                | Resultat                                     |
| -- | - | - | - | ---------------------------- | --------------------- | -------------------------------------------- |
| 1  |   |   |   | Complete Stockholm           | Dans Akt              | Ej vidare                                    |
| 2  |   |   |   | Axel & Sabina Saltsjöbaden   | Trolleri Akt          | Ej vidare                                    |
| 3  |   |   |   | The Troubled Three Stockholm | Rockabillyband Akt    | Ej vidare                                    |
| 4  |   |   |   | Jecko Lidköping              | Clown Akt             | Vidare (Tittarnas val) 1:a                   |
| 5  |   |   |   | Johan Wendt Skövde           | Sång och gitarr Akt   | Ej vidare                                    |
| 6  |   |   |   | Simon Westlund Trollhättan   | Rubiks kub-lösare Akt | Vidare (Berts och Henriks val) 2:a eller 3:a |
| 7  |   |   |   | Cicci Göteborg               | Akrobatik Akt         | Ej vidare                                    |
| 8  |   |   |   | Jon Wallner Hudiksvall       | Sång Akt              | Ej vidare (Charlottes val) 2:a eller 3:a     |

### Wildcards
Precis som i tidigare Talang-säsonger fick tittarna och juryn välja ut varsitt wildcard till finalen. Juryn och tittarna valde ut varsitt wildcard utifrån de arton talanger som inte tog sig vidare till finalen. Omröstningen startade direkt efter tredje semifinalen avgjorts och pågick fram till tolvslaget den 5 juni. Följande var röstningsaktuella (de två fetmarkerade blev utvalda):
| - Bemsha - Håkan Berg - Mattis Silins - Petter Gantelius - Sanna - The Flying Circus - Ultimate b-Boys | - Anna Hertzman - Just ahead - Dockteatern Svarta Katten - Love - Rasmus Wurm | - Complete - Axel & Sabina - The Troubled Three - Johan Wendt - Cicci - Jon Wallner |

## Program 11 – Finalen
Programmet sändes fredagen den 10 juni 2011.
Nedan redovisas de talanger som gick vidare till finalen. Talangerna redovisas nedan i startordningen.
Ordningen på juryrösterna var som följde − Henrik Fexeus, Charlotte Perrelli och Bert Karlsson.
| Nr | H | C | B | Finalist                    | Talang                | Resultat  |
| -- | - | - | - | --------------------------- | --------------------- | --------- |
| 1  |   |   |   | Rasmus Eriksson Partille    | Sång Akt              | Oplacerad |
| 2  |   |   |   | Jecko Lidköping             | Clown Akt             | Oplacerad |
| 3  |   |   |   | Christoffer Collins Lidingö | Dans Akt              | Oplacerad |
| 4  |   |   |   | Sanna Nossebro              | Sång Akt              | Oplacerad |
| 5  |   |   |   | Simon Westlund Trollhättan  | Rubiks kub-lösare Akt | Vinnare   |
| 6  |   |   |   | Jon Wallner Hudiksvall      | Sång Akt              | Oplacerad |
| 7  |   |   |   | Isse Omari Stockholm        | Dans Akt              | Oplacerad |
| 8  |   |   |   | Steve Thoresen Arbrå        | Opera Akt             | Tvåa      |